# Gaudiniopsis
Gaudiniopsis es un género de plantas herbáceas perteneciente a la familia de las poáceas. Es originario del Asia Menor.
Algunos autores lo incluyen en el género Ventenata.

## Especies
- Gaudiniopsis macra Bieb.
- Gaudiniopsis quercetorum (Boiss. & Balansa) Dogan